# Panamakanalens utbyggnad
Panamakanalens utbyggnad (spanska: ampliación del Canal de Panamá) var ett projekt med avsikt att fördubbla Panamakanalens kapacitet, genom att tillåta fler och större fartyg att passera. Panamas dåvarande president Martín Torrijos presenterade planen den 24 april 2006 och Panamas medborgare godkände den i en folkomröstning med 76,8 procent av rösterna den 22 oktober 2006. Den utbyggda kanalen invigdes den 26 juni 2016.
Projektet skapar en ny och större led genom kanalen genom byggnation av större slusstrappor. Utbyggnaden kan delas upp i följande delprojekt:
- Byggandet av nya slusstrappor på både Atlantsidan och på Stilla havs-sidan med tre slusskammare var. Varje slusstrappa försörjs till större delen av tre vattensparande bassänger.
- Utgrävning av accesskanaler till dessa nya slusstrappor och breddning av de befintliga farlederna innan och mellan slusstrapporna.
- Fördjupning av farleder och förhöjning av Gatúnsjön.[1]

Utbyggnaden startade officiellt den 3 september 2007, efter godkännande av regeringen, nationalförsamlingen och en folkomröstning. Panamas dåvarande president Martín Torrijos uppgav att kanalen kommer att generera ekonomiska möjligheter för att kunna omvandla Panama till ett välmående land.

## Bakgrund
Kapaciteten av Panamakanalen begränsas av flera faktorer, av vilka den viktigaste är storleken på de slussar som höjer och sänker fartygen vid färd genom kanalen. Den minsta slussen är idag 33,5 meter bred, 320 meter lång och 26 meter djup. Den effektiva storleken är något mindre och exempelvis blir den största fartygslängden teoretiskt cirka 1 000 fot (304,9 meter). Den maximalt tillåtna storleken på fartyg som ska transiteras genom kanalen är känd som Panamax (längd, bredd och djupgående), vilket idag begränsar exempelvis längden till 294,1 meter.
Sedan 1930-talet har många kanalstudier fastställt att det mest effektiva alternativet för att förbättra kanalens kapacitet är en andra uppgradering av slussarnas storlek (tredje uppsättningen). Den dimension som slussarna fick vid kanalens öppning 1914 började byggas ut av USA med i samband med andra världskriget. USA inledde 1939 en utbyggnad av farlederna för att tillåta transitering av kommersiella och militära fartyg. År 1942, efter att utgrävningarna hade avancerat avsevärt, lade USA tillfälligt ned projektet sedan de hade blivit en av de allierade i andra världskriget. På 1980-talet tog en trepartskommission bildad av Panama, Japan och USA upp frågan igen. Kommissionen fastslog, liksom USA gjorde 1939, att en tredje uppsättning av slusstrappor var det lämpligaste alternativet för att öka kanalens kapacitet. De nuvarande studierna, som utvecklats av Panama Canal Authority (ACP), som en del av översiktsplanen med siktet inställt fram till 2025, bekräftar att en tredje uppsättning av slussar är det mest lämpliga, lönsamma och miljömässigt ansvarsfulla sättet att öka kanalens kapacitet.
Under hela kanalens historia har dess struktur ständigt förändrats och anpassats till handelns krav och den internationella marina transporttekniken. Panamas dåvarande president Torrijos jämförde i sitt tal den 24 april 2006 projektet med andra länders oljetillgångar och gjorde en liknelse som gick ut på att kanalen liksom oljetillgångar måste extraheras och att investeringar måste göras i infrastruktur, för att dessa potentiella rikedomar ska kunna utvinnas.

### Fraktvolymer
På grundval av ACP:s prognoser under de närmaste 20 åren kommer fraktvolymen genom kanalen att växa med i genomsnitt tre procent per år, vilket innebär att en fördubbling av 2005 års tonnage kommer att uppnås 2025. Kanalens kapacitet blir efter en utbyggnad mer effektiv genom transitering av större fartyg med högre fraktvolymer med relativt sett färre transiter och en procentuell minskning av vattenutflödet genom slussarna.
Historiskt sett har torra och flytande bulkprodukter genererat mest av kanalens intäkter. Bulklast inkluderar torra varor, såsom exempelvis majs, soja och vete, mineraler, gödningsmedel, kol och flytande varor, såsom kemiska produkter som propan och petroleumbaserade produkter. Nyligen har den containerbaserade frakten passerat det torra bulksegmentet som kanalens huvudsakliga inkomstkälla, som numera kommer på andra plats. På tredje plats kommer fordonstransporter före det flytande bulksegmentet. Rederinäringens analys av ACP:s prognoser pekar på att det skulle vara till fördel för både kanalen och dess användare att kunna tillåta transitering av större tonnage.
Tillväxten i Panamakanalens användning under de senaste åren har dock varit dominerad av att USA:s ökade import från Kina till amerikanska hamnar längs Atlanten och Mexikanska golfen. Men alltfler bedömare anser att den allt mer ökande obalansen i handelsutbytet kan komma att minska med tiden. ACP:s prognos tar dock inte hänsyn till denna typ av förväntade handelsutjämningar utan förutsätter att den nuvarande trenden kommer att hålla i sig.
Ett huvudargument som kritiker av kanalutvidgningen, främst den tidigare kanaladministratören Fernando Manfredo, framfört är att det är orealistiskt att försöka förutsäga kanalanvändningen för en generation framåt, att det är högst osannolikt att förvänta sig att USA:s import från Kina kommer att fortsätta växa i samma takt som hittills och att det är oansvarigt att satsa Panamas ekonomiska framtid på sådana prognoser.

### Konkurrens
Kanalens mest omedelbara konkurrens är de alternativa rutterna för transport av gods mellan givna geografiska punkter för lastning och lossning. En öppning av Nordvästpassagen för kommersiell trafik skulle kunna utgöra ett alternativ till kanalen på längre sikt. Emellertid skulle en passage genom Norra ishavet komma att fordra omfattande investeringar i eskorterande fartyg och mellanhamnar. Kanadas sjötransportnäring räknar inte med att denna linje kommer att bli ett lönsamt alternativ till Panamakanalen inom de närmaste tio till tjugo åren.
De två viktigaste nuvarande konkurrenterna till Panamakanalen är USA:s intermodala system och Suezkanalen. De viktigaste hamnarna och handelns distributionscentraler investerar också fortlöpande i kapacitet och närvaro för att kunna hantera till exempel post-panamaxcontainerfartyg och deras lastvolymer. Enligt ACP är den växande trenden att använda sådana fartyg i transkontinentala rutter som konkurrerar med kanalen irreversibel. Om så är fallet, kommer per 2011 cirka 37 procent av kapaciteten hos världens containerfartygsflottas finnas i fartyg som inte kan gå genom kanalen och därför måste använda alternativa rutter som konkurrerar med denna.
ACP strävar efter att stärka sin konkurrenskraft genom att försöka tillgodose en möjlig efterfrågan genom att investera i en kapacitet som både skulle kunna hantera transporter mellan Nord- och Sydamerika samt de öst–västliga transkontinentala rutterna. Om kanalen lyckas i sin strävan att vara den viktigaste knutpunkten i området i överskådlig tid, kommer kanalen att bidra väsentligt till Panamas utveckling och tillväxt.

### Prognoser
Enligt ACP kommer kanalen att nå sin maximala kapacitet mellan åren 2009 och 2012. När den når detta kapacitetstak kommer kanalen inte att kunna fortsätta att hantera den möjliga efterfrågan, vilket resulterar i en relativ minskning av konkurrenskraften. Den godkända projektplanen är tänkt att avslutas 2014 och ACP vill med alla medel tänja kapacitetstaket tills utbyggnaden står klar. Utvidgningen av kanalen genom bygget av den nya slusstrapporna ska göra det teoretiskt möjligt att kunna fånga upp hela den beräknade efterfrågan fram till 2025 och därefter. Tillsammans kommer de befintliga och nya slusstrapporna att dubblera kapaciteten på den nuvarande kanalen.
Kritiker som doktor Keith Holder, medförfattare till den lagstiftning som skapade ACP, påpekar att kanalens användning är säsongsbetonad och att slussarna även under de få månader när trängseln är som störst inte utgör själva flaskhalsen i kanalen. Han pekar istället på den smala utgrävda dalen Gaillard Cut, där det finns en begränsad kapacitet för stora fartyg att passera varandra.
Trots att kanalen når sin maximala kapacitet klargör ACP att detta inte betyder att fler fartyg inte kommer att kunna segla genom kanalen. Däremot betyder det att kanalens tillväxt kommer att stagnera och att det inte kommer att ta ytterligare fraktvolymer.
Den tidigare chefen för Panamakanalens muddringsdivision, Thomas Drohan, som är en kritiker av den nuvarande expansionsplanen, menar att kapacitetstaket är ett problem på kort sikt. Han menar att om utbudet av en vara eller tjänst blir begränsad, så kan priset höjas och att det kan gälla Panamakanalens avgifter liksom det gäller för oljepriset.

## Utbyggnaden

### Slussarna

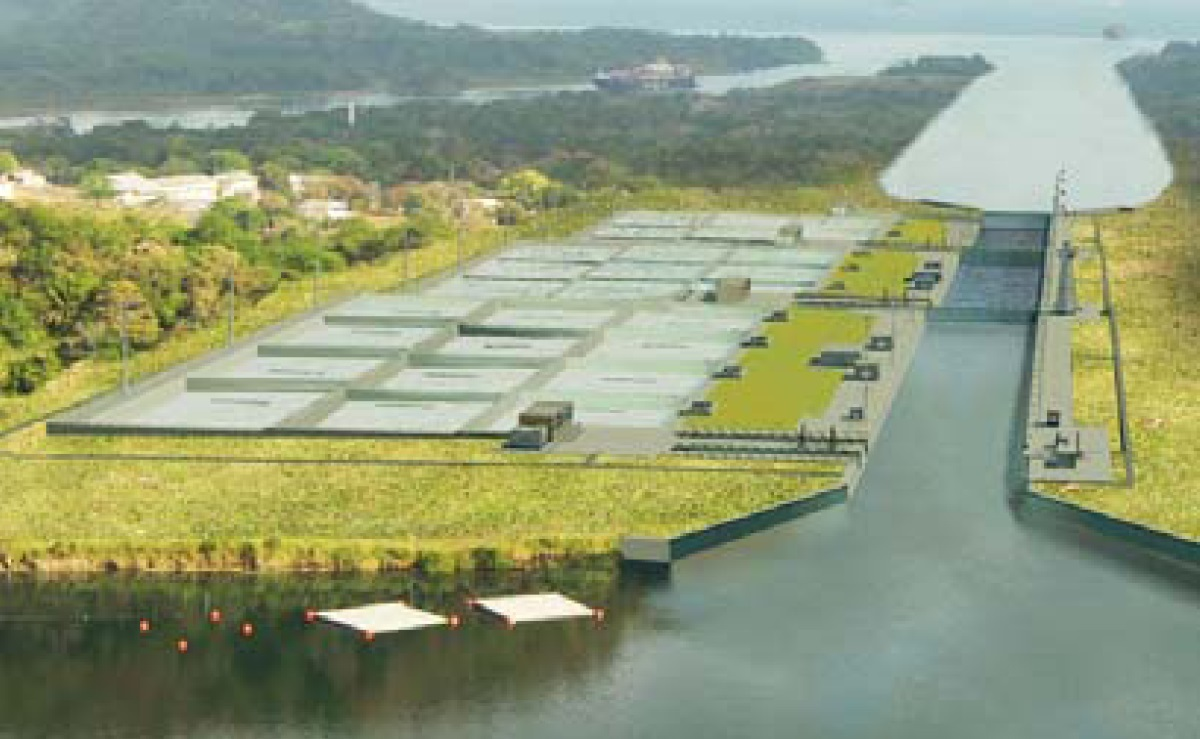
Nya slusstrappor

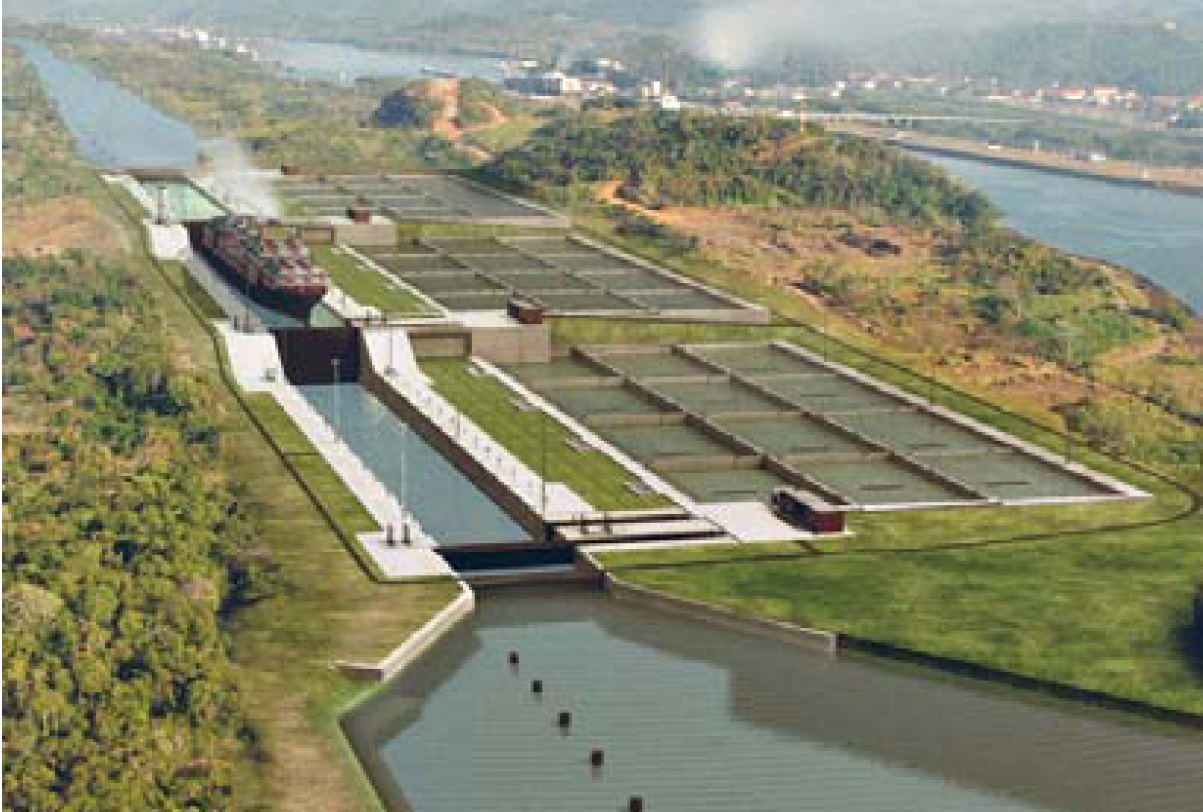
Nya slusstrappor

Kanalen har idag två separata kanalavsnitt, vart och ett med egna slusstrappor. Utbyggnadsplanen när det gäller slussarna består i att lägga till en tredje slusstrappa i tre steg i var ände av kanalen. En slusstrappa kommer att vara belägen vid Stilla havs-sidan sydväst om de befintliga slussarna vid Miraflores. Den andra slusstrappan ska ligga öster om de befintliga trapporna vid Gatun på Atlantsidan. Var och en av dessa nya slusstrappor innehåller tre slusskammare för att kunna flytta fartyg från havsnivån till Gatúnsjöns nivå och tillbaka till havsnivån igen. Varje slusskammare försörjs av tre vattenbesparande bassänger med olika vattennivå, vilket innebär totalt nio bassänger per slusstrappa, 18 bassänger sammanlagt. Precis som de befintliga slussarna kommer de nya slussarna att fyllas och tömmas med hjälp av gravitationen, utan användning av pumpar. Placeringen av de nya slussarna utnyttjar till stor del det område som USA började gräva ut 1939 och som avbröts 1942. De nya slussarna kommer att anslutas till det befintliga kanalsystemet genom accesskanaler.
De nya slusskamrarna blir 427 meter (1 400 fot) långa, 55 meter breda (180 fot) och 18,3 meter djupa (60 fot). Slussportarna kommer att skjutas in från sidan och vara dubblerade av säkerhetsskäl. Tekniken med rullande skjutportar är beprövad och används i princip alltid när det gäller dimensioner som liknar denna. De nya slussarna kommer att använda bogserbåtar för att manövrera fartyg in och ut genom slussarna istället för den nuvarande tekniken med dragande lokomotiv (mulor). Precis som i fallet med skjutportarna är bogserbåtar mer vanligt och beprövat när det handlar om liknande dimensioner.

### Anslutande kanaler
Enligt planen ska en 3,2 kilometer lång anslutande kanal grävas för att ansluta de nya slussarna med Atlanten, parallellt med den befintliga accesskanalen. För att ansluta den nya slusstrappan vid stilla havet kommer två nya accesskanaler byggas:
- Den norra accesskanalen kommer att ansluta den nya slusstrappan med Gaillard Cut, gå vid sidan om sjön Miraflores och vara 6,2 kilometer lång.
- Den södra accesskanalen, som kommer att ansluta slusstrappan med den befintliga anslutningen vid Stilla havet, kommer att bli 1,8 kilometer lång. De nya anslutande kanalerna kommer att bli minst 218 meter breda både vid Atlanten och Stilla havet, vilket ska möjliggöra att postpanamaxfartyg att navigera i dessa kanaler i vilken riktning som helst.[1]

### Gatúnsjöns höjning
Alla kanalhöjder refererar till Precise Level Datum (PLD), vilken ligger nära Atlantens och Stilla havets nivå i området. Den högsta operativa nivån på Gatúnsjön kommer att höjas med cirka 0,45 meter (1,5 fot) – från den nuvarande PLD-nivån på 26,7 meter (87,5 fot) till en PLD nivå på 27,1 meter (89 fot). Tillsammans med en breddning och fördjupning av accesskanalerna kommer sjöns höjning att innebära en ytterligare vattenreserv på 625 000 kubikmeter vilket i genomsnitt motsvarar 1 100 slusscykler årligen. Denna extra vattenvolymen ska säkerställa vattenförsörjningen till de omgivande samhällena, som också får sitt dricksvatten från Gatún- och Alhajuelasjöarna.

## Tidsplanen
Byggandet av den nya slusstrappan med anslutande kanaler är planerad att pågå mellan sju och åtta år. De nya slussarna skulle kunna börja tas i drift räkenskapsåren 2014 och 2015, ungefär hundra år efter kanalen öppnades.
I oktober 2011 tillkännagav Panama Canal Authority slutförandet av den tredje fasen av utgrävningen för Stillahavsområdets accesskanal. I början av juli 2012 meddelades det kanalutvidgningen var sex månader efter tidsplanen, vilket försköt invigningen från oktober 2014 till april 2015.

## Kostnadskalkyl
Det huvudsakliga syftet med expansionsprojektet är att öka Panamas förmåga att dra nytta av den växande transittrafiken. Denna ökande efterfrågan tar sig uttryck i såväl ökad lastvolym som i ökad storlek på de fartyg som kan komma att vilja använda kanalen. I den meningen kommer kanalen efter utbyggnaden att kunna hantera den förmodade trafikmängd år 2025 som efter justering för inflation beräknas till att inbringa över 6,2 miljarder amerikanska dollar.

### Beräknade kostnader
Kostnaden för kanalens utbyggnad uppskattas av ACP till cirka mellan 15 miljarder och 25 miljarder dollar. Denna beräkning inkluderar konstruktion, administration, byggnation och provning, för att minska miljöproblemen, och driftskostnader. Dessutom innehåller denna kalkyl reserver för oförutsedda händelser, till exempel sådana som kan orsakas av olyckor, förändringar konstruktionen, prishöjningar och eventuella förseningar. Den största posten i kalkylen är kostnaden för att bygga de två nya slusstrapporna – en på Atlantsidan och den andra på Stilla havssidan – med en beräknad kostnad på cirka 1,11 miljarder dollar respektive 1,03 miljarder dollar. När det gäller slusstrapporna finns en reservpost upptagen som motsvarar 590 miljoner dollar för befarade oförutsedda utgifter under konstruktionen.
Utbyggnadens motståndarna hävdar att projektet baseras på osäkra prognoser om maritim handel och världsekonomin. Professor R.N. Mendez, en ekonom som arbetar för universitetet i Panama, framhöll att de ekonomiska och finansiella prognoserna är baserade på manipulerade data. Oberoende ingenjörer, framför andra Humberto Reynolds och Tomas Drohan Ruiz, den tidigare chefen för teknik och muddring av Panamakanalen, säger att projektet kommer att kosta mycket mer än det för närvarande budgeterade beloppet och att det är för riskabelt för Panama.
M.A. Bernal, professor vid universitetet i Panama, menar att förtroendet för budgeten för Panama Canal Authority urholkas på grund av ingenjörs- och konsultföretaget Parsons Brinckerhoffs engagemang. Parsons Brinckerhoff är mest känd för Big Dig i Boston, som när det avslutades kostade tre gånger det beräknade beloppet med flera kvarstående strukturella och säkerhetsmässiga frågetecken.

### Beräknad vinst och finansiering
Enligt ACP kommer projektet att bli ekonomiskt lönsamt med en förväntad avkastning på 12 procent. Utbyggnaden ska vara självfinansierat och finansieringen skall vara skild från statens finansiering. Staten kommer inte garantera några lån för ACP för projektets genomförande. Trafikavgifterna beräknas öka med i genomsnitt på 3,5 procent per år i 20 år och enligt den mest troliga trafikprognos och konstruktionsplanen kommer den externa finansiering som krävs i huvudsak komma att toppa på 2,3 miljarder dollar mellan 2009 och 2011. ACP:s förväntade intäkter baseras på antaganden om ökad kanalanvändning och vilja att betala högre avgifter istället för att söka alternativa rutter, vilket har kritiserats. Med det kassaflöde som genereras av den utvidgade kanalen beräknas investeringskostnaderna att återvinnas inom tio år och finansieringen kan betalas tillbaka under cirka åtta år.
Det finansieringspaket på cirka 2,3 miljarder dollar för kanalens utbyggnad undertecknades i december 2008 – mitt under den globala finanskrisen – och inkluderar lån från följande statliga finansiella institut:
- Japan Bank for International Cooperation (JBIC) 800 miljoner dollar
- Europeiska investeringsbanken (EIB) 500 miljoner dollar
- Interamerikanska utvecklingsbanken (IDB) 400 miljoner dollar
- Corporación Andina de Fomento (CAF) 300 miljoner dollar
- Internationalla finansieringsbolaget (IFC) 300 miljoner dollar

Det finns inga garantier från Panamas regering för dessa lån och finansieringen är inte bunden, vilket innebär att kontrakt kan tilldelas företag från alla länder. Det finns en tioårig kvalitetsperiod och lånen måste betalas tillbaka över tjugo år. Under en gemensam avtalsvillkorsförhandling enades de fem finansiella institutionerna om att ge samma lånevillkor till ACP. Strax innan hade kreditvärderingsinstitutet Moody’s gett ACP betyget A1. Mizuho Corporate Bank och dess advokatbyrån Shearman & Sterling bidrog tillsammans till finanspaketet.

## Miljöpåverkan
AVS hävdar att sitt förslaget för utbyggnad att det är miljömässigt bärkraftigt. Det har konstaterats att alla eventuella negativa miljöeffekter kan mildras genom befintliga rutiner och teknik och inga tillfälliga eller permanenta negativa effekter på befolkningen eller miljön kan förväntas. Det finns inga element inom ramen för projektet som kommer att äventyras avseende dess miljömässiga hållbarhet, såsom samhällen, urskogar, nationalparker, naturreservat, arkeologiska fyndplatser, jordbruks- och industriområden, turist- eller hamnområden. Projektet kommer inte orsaka permanenta eller oåterkalleliga effekter på vatten eller luftkvalitet. Det föreslagna vattenförsörjningsprogrammet uppfyller målen att maximera vattenreserverna i Gatún- och Alhajuelasjöarna och tillämpar den mest effektiva tekniken så att vatten kan utnyttjas i slussarna utan att nya reservoarer kommer att krävas. Följaktligen kommer det inte vara nödvändigt att flytta samhällen. Hela området som direkt berörs av projektet är beläget inom AVS operativa och administrativa områden.
Kritiker till projektet hävdar däremot att det finns många miljöfrågor som inte har beaktas, till exempel mellan El Niño (ENSO) och den globala uppvärmningens hot mot vattenförsörjningen. ACP har beställt fler studier från olika konsulter om vatten- och kvalitetsfrågor, varav somliga, såsom Eric Jackson (redaktör för Panama News webbtidning), Gonzalo Menendez (tidigare chef för nationella miljömyndigheten ANAM), Ariel Rodriguez (biolog vid Panamas universitet), före detta viceministern för offentliga arbeten Grettel Villalaz de Allen och andra är några av de mest framträdande kritikerna av kanalens expansionsplan när det gäller vattenkvalitet.
Jackson anser att ACP:s offentliga uttalanden ofta inte stämmer överens med resultaten av sina studier. Han hävdar att Delft Hydraulics, WPSI Incs och DHI:s studier samstämmigt säger att oavsett vad som görs för att mildra problemet kommer de vattenbesparande slussbassängernas existens i förslaget att öka intrånget av saltvatten i Gatúnsjön, vilken är dricksvattendepå för ungefär hälften av Panamas befolkning.  Den valda metoden, att delvis mildra detta problem är att spola de nya slusstrapporna med sötvatten från Gatunsjön, tenderar att istället att försämra vattenbesparingen och väcker därmed frågor om säkerheten i den urbana vattenförsörjningen.
Dock säger en av de ledande miljöorganisationerna i Panama, Asociación Nacional para la Conservación de la Naturaleza (ANCON) att utredningar och prognoser för driften av den tredje slussutformningen, inklusive dess vattensparande bassänger, visar på ett trovärdigt sätt att det blir mycket låga nivåer av försaltning av vattnet i Gatúnsjön och att dessa nivåer kan bevara den biologiska separationen av haven, skydda den biologiska mångfalden och vattenkvaliteten.

## Arbetstillfällen
I utredningen från ACP framgår det att kanalens expansion kommer att inverka kraftigt på sysselsättningen. Primärt kommer jobb att skapas i samband med den högkonjunktur som själva konstruktionen skapar. Cirka 35 till 40 000 nya arbetstillfällen kommer att skapas under byggandet av de nya slusstrapporna, bland annat 6 500 till 7 000 nya arbetstillfällen som kommer att vara direkt relaterade till projektet under byggnadstidens toppar.
Däremot menar statliga tjänstemän att den viktigaste effekten på sysselsättningen kommer att vara på medellång och lång sikt och kommer från den ekonomiska tillväxt som de extra inkomster som den utvidgade kanalen genererar och ekonomisk verksamhet som hänger ihop med ökningen av kanalens last- och transitfartyg. Alla dessa bidrar till att utnyttja fördelarna med Panamas geografiska läge.
Det arbete som krävs för bygget av den tredje slussuppsättningen kommer i allra flesta fall genomföras av panamaner. För att säkerställa tillgången på inhemsk arbetskraft till slussprojektet kommer ACP och offentliga och privata myndigheter att arbeta gemensamt för att utbilda den nödvändiga arbetskraften, så att den i rätt tid har erforderlig kompetens, kapacitet och certifieringar. De belopp som behövs för att genomföra dessa utbildningar ingår i kostnadsberäkningen för projektet.
Kritiker avfärdar dock detta som ren demagogi och anmärker att ACP:s egna studier av byggprojektets kulmen bara påvisar ett behov av färre än 6 000 arbetstillfällen som behöver skapas och att vissa av dessa kommer att besättas av högutbildade utlänningar, då det inte finns tillräckligt med panamaner som är kvalificerade.
Bland dem som motsätter sig expansionsförslaget återfinns Panamas byggnadsarbetares fackförening, El Sindicato único nacional de trabajadores de la industria de la construcción y similares  (SUNTRACS). Fackföreningens generalsekreterare Genaro Lopez hävdar att även om vissa byggjobb skulle skapas genom projektet skulle den skuld som Panama ådrar sig för att bygga dessa nya slussar inte kunna finansieras genom ökad kanalanvändning och därmed skulle istället en ökad del av kanalens intäkter gå till att betala skulden, vilket minskar vattenvägens bidrag till den nationella regeringens allmänna fond och i sin tur minskar medlen för vägprojekt, offentliga skolor, polisväsendet och alla andra offentliga tjänster.
Kritiker hävdar också att projektet saknar en åtföljande social utvecklingsplan. Den före detta presidenten Torrijos har senare initierat en utveckling av en sådan med hjälp av FN:s utvecklingsprogram.

## Förespråkare
ANCON (Asociación Nacional para la Conservación de la Naturaleza) har godkänt miljöstudier av förslaget och gav några rekommendationer om projektet godkänns. Följande har också ställt sig bakom förslaget:
- The Nature Conservancy
- Tidningen La Prensa (ledarnotis).[26]
- Cámara de Comercio, Industrias y Agricultura de Panamá,[27] ’.Panamas handels-, industri- och jordbrukskammare’.
- Det med regeringen lierade Consejo Nacional de Trabajadores Organizados (CONATO),[28] ’nationella rådet för organiserade arbetare’.
- De tidigare presidenterna Martin Torrijos (projekt godkändes under hans ledarskap), Mireya Moscoso och Ernesto Pérez Balladares.
- President Ricardo Martinelli (tillträdde efter genomförandet av projektet påbörjats, men innan det avslutades).
- Panama stads förre borgmästare Juan Carlos Navarro.
- Ruben Blades, politiker, advokat, sångare och skådespelare.
- Stanley Heckadon, tidigare chef för INRENARE-byrån, som var föregångare till den nationella miljömyndigheten.[29]
- Kanalkunder, liksom många i sjöfartsindustrin och i Panamas och världens näringsliv.[30]
- 76,8 % av Panamas väljare i en folkomröstning där valdeltagandet var 43 %. [31]

## Motståndare
Förutvarande presidenten Jorge Illueca, den tidigare sub-administratören i Panamas kanalkommission Fernando Manfredo, sjöfartskonsulten Julio Manduley och industrimannen George Richa M. säger att utvidgningen är onödig; de hävdar att byggandet av en större hamn på Stilla havs-sidan i sig själv skulle vara tillräcklig för att möta den sannolika framtida efterfrågan. Logiken bakom detta är att denna hamn skulle komplettera Los Angeles hamn, som är tillräckligt djup för att hantera postpanamaxfartyg. Då Panama redan är en naturlig handelsväg, skulle denna knutpunkt kunna hantera flödet av containrar från Stilla havet till Atlanten via järnväg, där containrar skulle kunna lastas om till andra fartyg för distribution över hela världen. Dessutom motsätter sig följande organisationer och enskilda projektet:
- Council on Hemispheric Affairs (COHA) påstår i ett pressmeddelande, att under Torrijos regering kommer Panamakanalens utvidgning sannolikt inte kunna möta det stora flertalet panamaners behov. Mycket av fördelarna kommer att vara bundna till kommersiella intressen hos landets revisorer, bankirer och advokater, liksom sina amerikanska motsvarigheter och världshandeln. De säger också att förvaltningens skenande korruption och andra tveksamheter väcker frågor om Panamas förmåga att övervaka ett sådant enormt projekt.[33] COHA har fått en del brev som påpeka sakfel och planer på att ändra sitt uttalande att återspegla detta.[34]
- Förutvarande presidenten Guillermo Endara och hans parti Vanguardia Moral de la Patria (MOLIRENA),[35][36] ett konservativt, näringslivsinriktat parti som normalt får cirka tio procent av rösterna.
- Större delen av Panamas vänster och arbetarrörelse, däribland Confederación Nacional de Unidad Sindical Independiente (CONUSI) och  Frente Nacional por la Defensa de los derechos económicos y sociales (FRENADESO).[37][38] (Nationella fronten för försvar av sociala och ekonomiska rättigheter).
- De flesta medlemmarna av det nationalistiska Panameñista-partiet (exempelvis ovan nämnda Grettel Villalaz de Allen och Gonzalo Menendez, samt och den förutvarande parlamentsledamoten Gloria Young).[39]
- Vissa ledare och grupper inom miljörörelsen: Biodiversidad Panama, vars främsta ledare är biologen Ariel Rodriguez vid Panamas universitet och den tidigare chefen för den nationella miljömyndigheten Gonzalo Menendez.
- Förespråkare för befrielseteologin; delvis eftersom de misstänker att fattiga bönder bland vilka de har en social bas skulle påverkas negativt. Kanalutvidgningen har förvärrat brytningen mellan denna huvudsakligen katolska grupp och den katolska hierarkin.[40] Denna grupp har valt den radikale katolska prästen Conrado Sanjuras som sin främsta talesman för förbindelserna med valdomstolen.